# Karl Rainer
Karl Rainer (1. července 1901 Vídeň – 9. června 1987 tamtéž) byl rakouský fotbalový obránce a reprezentant.

## Hráčská kariéra
V rakouské lize hrál za First Vienna FC 1894 v sedmnácti po sobě jdoucích sezonách. S tímto klubem vyhrál Středoevropský pohár, dvakrát rakouskou ligu a třikrát rakouský pohár.

### Reprezentace
Za rakouskou reprezentaci nastoupil ve 39 zápasech (ve 24. a 31.–39. startu jako kapitán mužstva), aniž by skóroval. Debutoval 4. května 1924 v Budapešti, kde se Rakušané rozešli s domácími Maďary nerozhodně 2:2 (poločas 0:1). Naposled oblékl reprezentační dres 6. října 1935 ve Varšavě, kde Rakousko prohrálo s domácím Polskem 0:1 (poločas 0:1).

### Prvoligová bilance
| Ročník              | Zápasy | Góly | Minuty | Klub            |
| ------------------- | ------ | ---- | ------ | --------------- |
| I. liga 1921/22     | 4      | 0    | –      | First Vienna FC |
| I. liga 1922/23     | 20     | 0    | –      | First Vienna FC |
| I. liga 1923/24     | 22     | 0    | –      | First Vienna FC |
| I. liga 1924/25     | 19     | 1    | –      | First Vienna FC |
| I. liga 1925/26     | 22     | 1    | –      | First Vienna FC |
| I. liga 1926/27     | 24     | 1    | –      | First Vienna FC |
| I. liga 1927/28     | 20     | 0    | –      | First Vienna FC |
| I. liga 1928/29     | 22     | 1    | –      | First Vienna FC |
| I. liga 1929/30     | 20     | 0    | –      | First Vienna FC |
| I. liga 1930/31     | 18     | 1    | –      | First Vienna FC |
| I. liga 1931/32     | 20     | 1    | –      | First Vienna FC |
| I. liga 1932/33     | 22     | 0    | –      | First Vienna FC |
| I. liga 1933/34     | 21     | 0    | –      | First Vienna FC |
| I. liga 1934/35     | 22     | 0    | –      | First Vienna FC |
| I. liga 1935/36     | 22     | 0    | –      | First Vienna FC |
| I. liga 1936/37     | 21     | 0    | –      | First Vienna FC |
| I. liga 1937/38     | 17     | 0    | –      | First Vienna FC |
| CELKEM I. RAK. LIGA | 336    | 6    | –      |                 |